# رأس العيون
رأس العيون بلدية ودائرة في ولاية باتنة بالجزائر.